# Aleksandr Prohorov
Aleksandr Prohorov (în rusă Александр Михайлович Прохоров; n. 11 iulie 1916, Atherton⁠(d), Queensland, Australia – d. 8 ianuarie 2002, Moscova, Rusia) a fost un fizician rus, membru de onoare al Academiei Române, laureat al Premiului Nobel pentru Fizică în 1964, pentru munca de pionierat depusă în domeniul laserilor și maserilor. Doctor Honoris Causa al Universităților din București și Cluj-Napoca. 

## Biografie
Aleksandr Prohorov s-a născut la Atherton, în Australia, după ce părinții săi fugiseră de persecuțiile țariste. Familia lui Prohorov a revenit în Rusia în 1923. Părinții- Mihail Ivanovici Prohorov (1880-1942), emigrant din cauza persecuțiilor țariste, mama- Maria Ivanovna Mihailova (1887-1943). A absolvit facultatea de fizică a Universității din Leningrad (1939) cu eminență și a fost admis în aspirantura (doctorantura) Institutului de fizică
al Academiei de științe cu sediul la Moscova.
În iunie 1941, a fost mobilizat în Armata Rosie. A luat parte la cel de-Al Doilea Război Mondial și a fost rănit de două ori. După cea de-a doua rănire în 1944, a fost demobilizat și s-a întors în laboratorul de oscilații al Institutului de Fizică Lebedev.
În anii 1946-1982 a lucrat la Institutul de fizică al Academiei de științe, fiind șef- adjunct (din 1950) și șef al secției de oscilații (din anul 1954), director -adjunct (din anul 1968), iar din anul 1982- director al Institutului de fizică generală al Academiei de științe din URSS. 
Membru PCUS din 1950. 
Aleksandr M. Prohorov a fost profesor la Universitatea de Stat din Moscova din anul 1959, 
șef al catedrei de optică de la această Universitate în anii (1980-1988), iar din anul 1971 și șef al catedrei de electronică cuantică al Institutului fizico-tehnic din Moscova.
Aleksandr M. Prohorov a fost redactor principal al Marii Enciclopedii Sovietice (39 vol., din anul 1969), 
redactor principal al Dicționarelor enciclopedice Sovietice, care au avut mai multe ediții până în anul 1987.
S-a casătorit in 1941, soția lui fiind G.A. Shelepina, un geograf. Aceștia au un singur fiu.
Aleksandr M. Prokhorov a murit pe data de 8 ianuarie 2002.

## Activitatea științifică
Fiind student a ascultat cursurile profesorului V.A. Fock (mecanica cuantică, teoria relativității). Profesorul S.E. Frish (fizică generală, spectroscopie) și profesorul E.K. Gross (Fizică atomică și moleculară|fizica moleculară]]). După ce a absolvit în 1939 a devenit student postuniversitar(aspirant) al Institutului de Fizică Lebedev din Moscova, în laboratorul de oscilații condus de Academicianul N.D. Papaleksi. Aici a început să studieze problema propagării undelor radio. Aici el a început să investigheze oscilațiile nonlineare sub îndrumarea profesorului S.M. Rytov.
In 1946 și-a susținut teza având ca temă "Teoria Stabilizării Frecvenței a unui Tub Oscilator".
După moartea academicianului I.D. Papaleksi în 1946, laboratorul de oscilații a fost condus de academicianul M.A. Leontovici. Începând cu anul 1950 Prohorov a început să investigheze pe o scară mai largă probleme de radiospectroscopie și mai târziu, electronica cuantică. A organizat un grup de oameni de știință, tineri interesați de acest subiect.
În 1954, când academicianul M.A. Leontovici a început să lucreze la Institutul de Energie Atomică, Prohorov a devenit responsabil al laboratorului pentru oscilații. În 1959, laboratorul pentru astronomia radio, condusă de profesorul V.V. Vitkevici a fost organizat de unul din departamentele laboratorului de oscilații și în anul 1962 alt departament a fost separat ca laborator al radiofizicii cuantice (condus de profesorul N.G. Basov).
Academicianul D.V. Skobelțîn, director al institutului și academicianul M.A. Leontovici, au acordat o deosebită asistență în dezvoltarea cercetării privind radiospectroscopia și electronica cuantică. Investigațiile duse de Basov și Prohorov în câmpul spectroscopiei de microunde a rezultat în ideea unui oscilator molecular. Aceștia au dezvoltat bazele teoretice pentru crearea unui oscilator molecular și de asemenea au construit un oscilator molecular ce funcționa pe baza amoniacului. În 1955, Basov și Prohorov au propus o metodă de producere a unei populații inverse a nivelelor cuantice, care a fost numită “metoda de pompare”.
Din 1950 până în 1955, Prohorov și colaboratorii săi au efectuat mai multe cercetări asupra structurilor moleculare folosind metoda spectroscopiei cu microunde.
În 1955, profesorul Prohorov a început să dezvolte o cercetare asupra unei rezonanțe electronice paramagnetice. Un ciclu al investigațiilor asupra spectrelor de rezonanță electronică paramagnetică și timpilor de relaxare în diferite cristale au fost efectuate. În mod particular, cercetări asupra ionilor grupului de elemente ale fierului în rețeaua Al2O3.
În 1955, Prohorov a studiat împreună cu A.A. Manenkov spectrul EPR al unui rubin ce a făcut posibil să poată fi sugerat drept material pentru laseri în anul 1957. Aceștia au proiectat și construit masere folosind diferite materiale și studiind de asemenea caracteristicile maserilor. Aceasta cercetare a fost efectuată în cooperare cu laboratorul de radiospectroscopie al Institutului de Fizică Nucleară de la Universitatea din Moscova. Acest laborator a fost organizat de Prochorov în anul 1957. Unul din maserii construiți pentru o lungime de undă de 21 cm a fost utilizat în investigarea stației astronomice de radio a Institutului de Fizică din Pușcino.
Metodele rezonanței electronice paramegnetice au fost utilizate pentru studiul radicalilor liberi. În mod particular, tranziția unui radical liber al DPPH dintr-o stare paramagnetică intr-o stare antiferomagnetică la 0.3k.
Prohorov este considerat fondator al școlii de fizică sovietice de fizică a laserilor. Are peste 1700 de publicații științifice (în colaborare).
Academicianul Prohorov este cunoscut printre fizicienii din România pentru colaborarea intensă și fructuoasă cu echipa academicianului Ioan Ursu, începând cu anul 1976.

## Tituri onorifice
- Premiul Lenin (1959)
- Erou al muncii socialiste (1969)
- Premiul de Stat al URSS (1980)
- Academician-secretar al Secției de fizică generală și astronomie al Academiei de științe din URSS (din 1973)
- Premiul L.I. Mandelștamm (1948)